# ブルータリズム

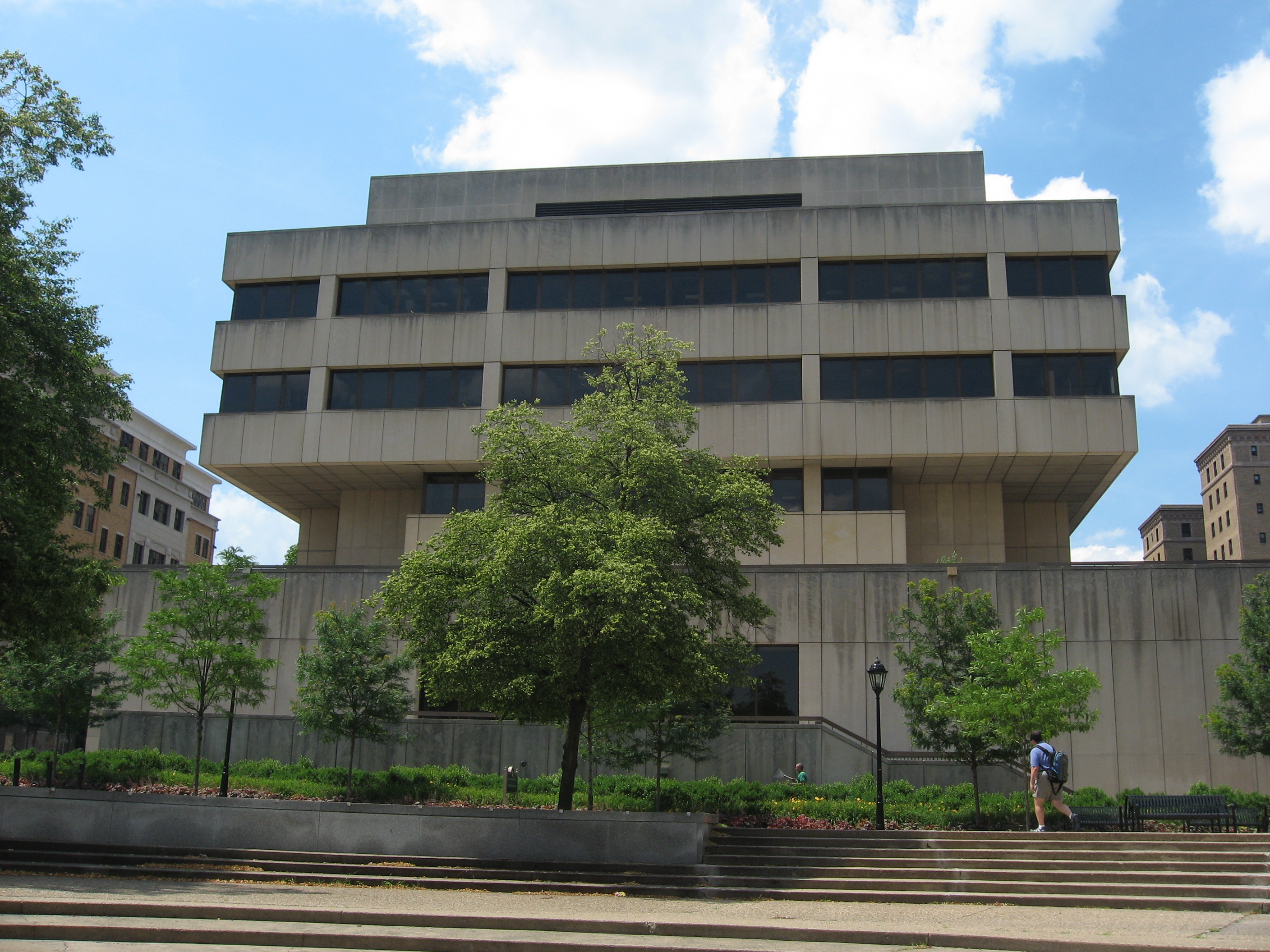
ブルータリズムを示す代表的な作品であるピッツバーグ大学法科大学院のバルコ法科棟

ブルータリズム (brutalism) またはニュー・ブルータリズム (new brutalism) は、1950年代以降に多く見られるようになった建築様式である。ブルータリズムの特徴は、素材や構造を露出させて質感を強調させることであり、打放しコンクリート（ベトン・ブリュット／生のコンクリート）やレンガを主に使用して建てられ、塗装や化粧板は使わない。この様式では幾何学的な模様をモノクロームで表現し、これにガラスや鉄なども使用される場合が多い。
1940年代に新折衷主義などの懐古的な動きが生まれ、モダニズム建築のインターナショナル・スタイルが形骸化したことに対し、モダニズム建築の機能主義の原点に立ち返ることを目指してスミッソン夫妻らにより主唱された。1970年代にポストモダン建築が現れると衰退した。

## 建築例
鉄筋コンクリートの実用化によって上層部が下層部より大きい建物が容易に構築できるようになり、「機能性」を象徴する形として流行した。

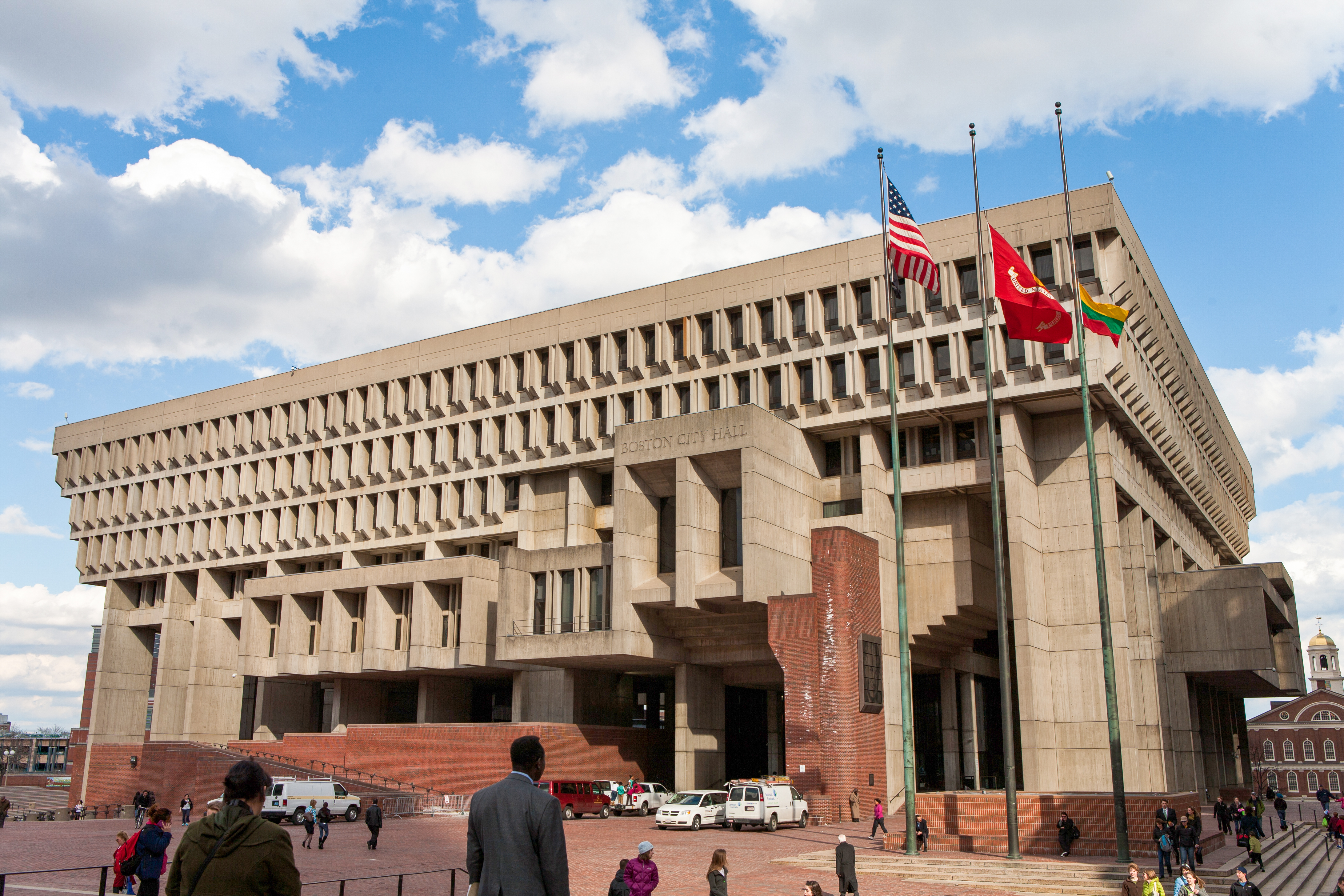
ボストン市庁舎
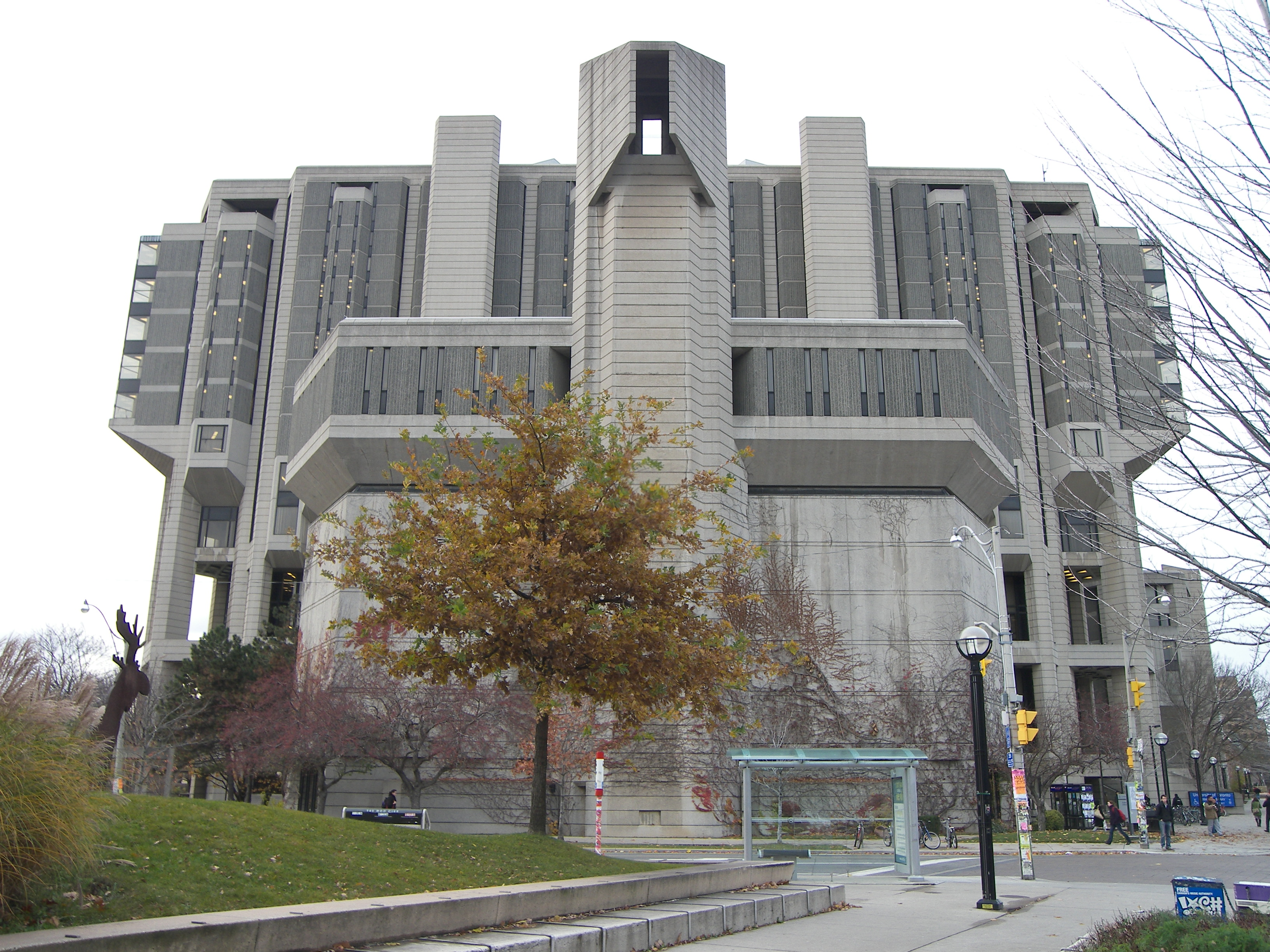
トロント大学図書館
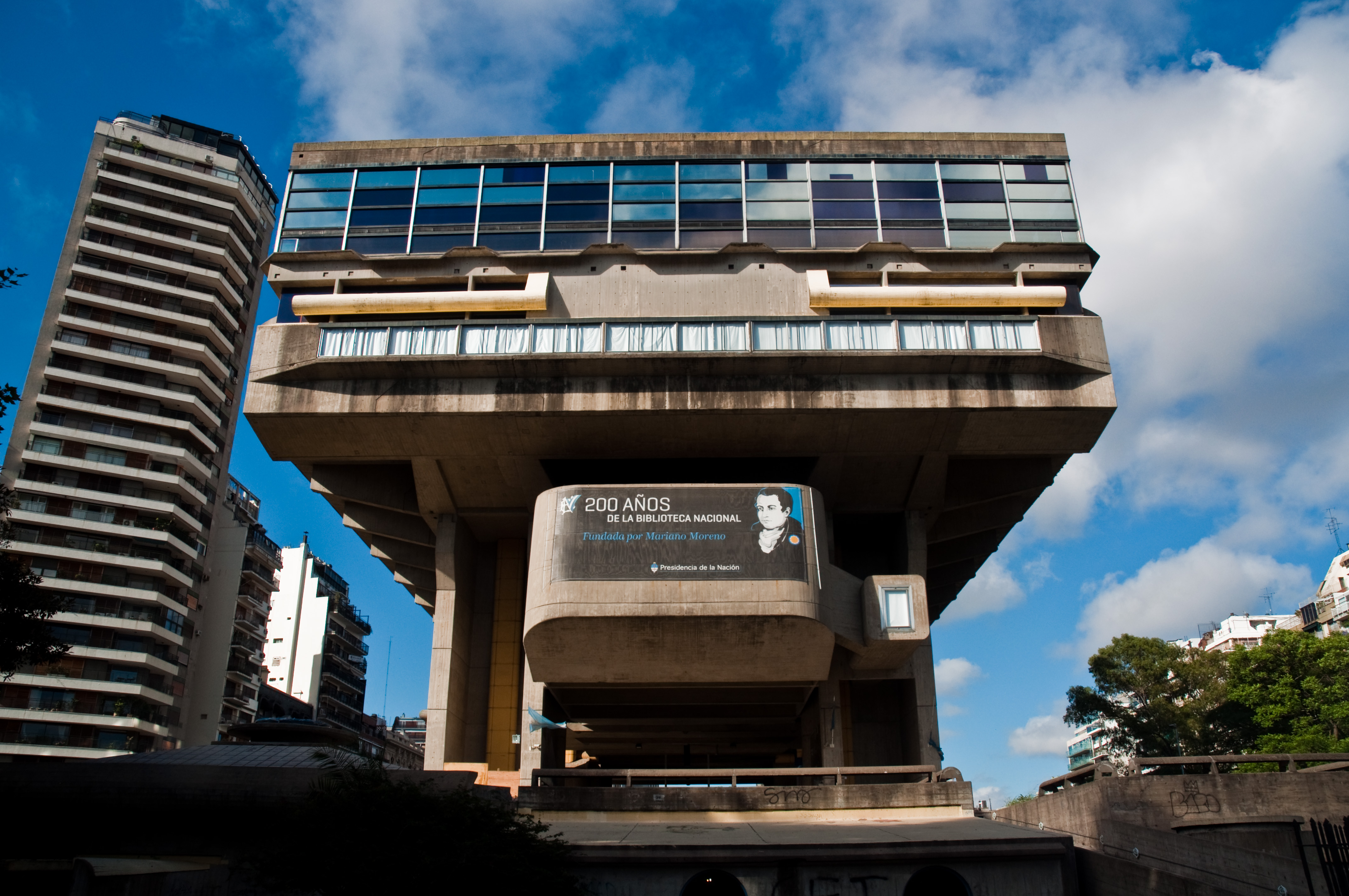
アルゼンチン国立図書館
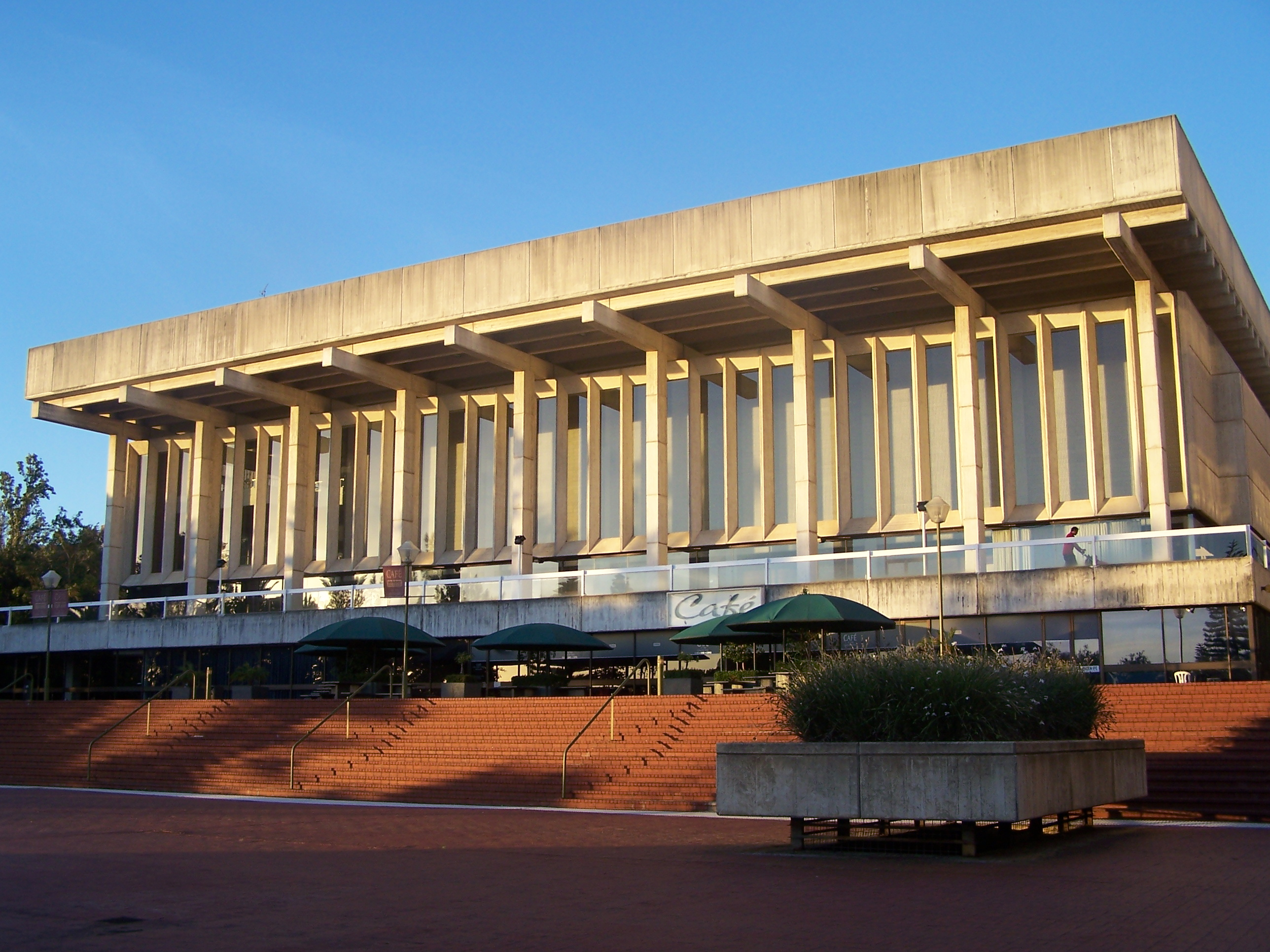
パース・コンサートホール
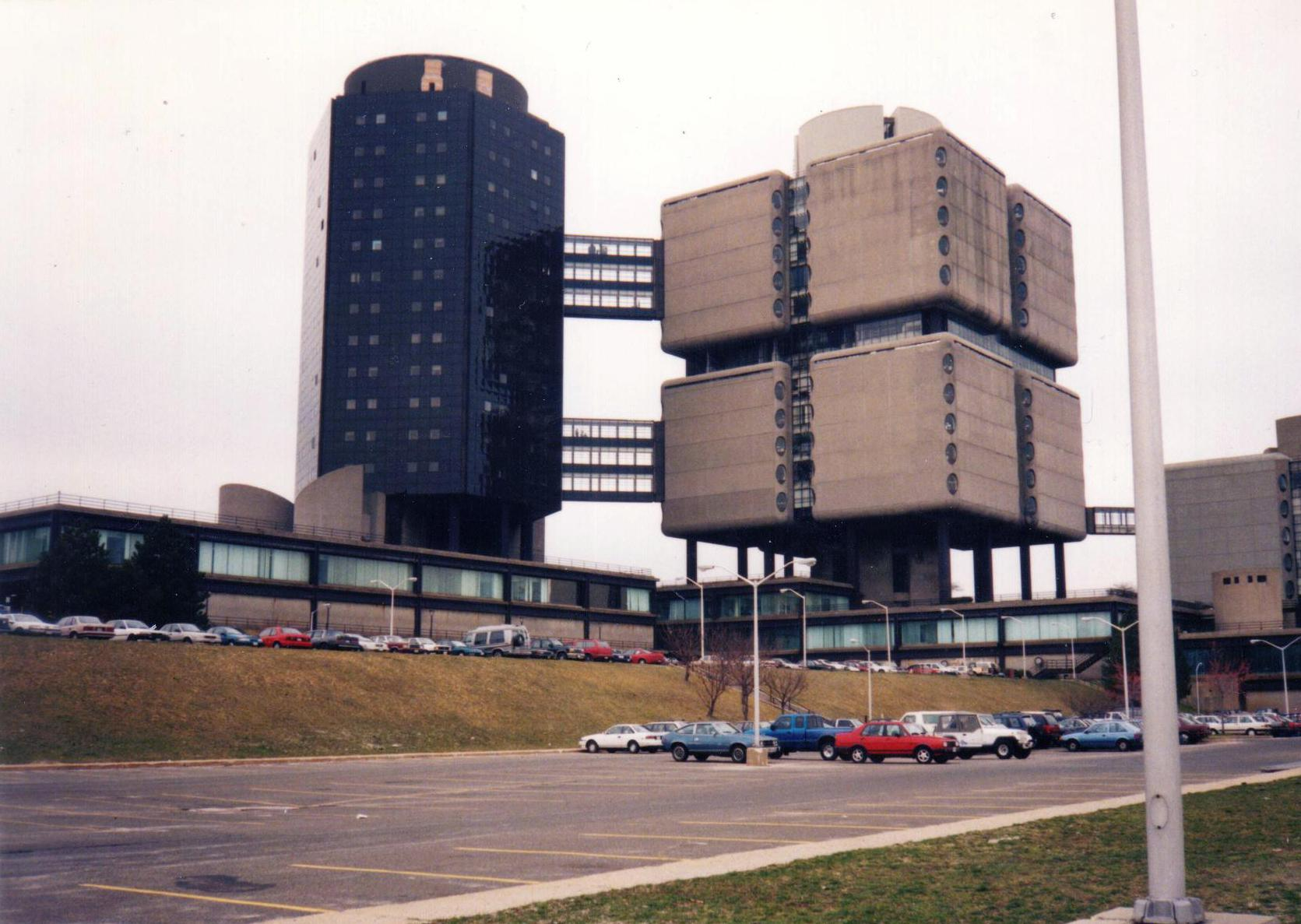
ストーニーブルック医学校（アメリカ）